# Giorgio Consolini
Giorgio Consolini (né à Bologne le 28 août 1920 et mort dans la même ville le 28 avril 2012) est un chanteur italien. 

## Biographie

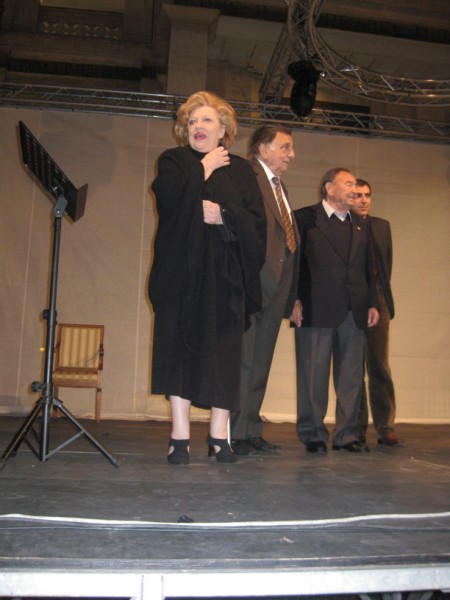
Carla Boni, Franco De Gemini, Giorgio Consolini et Carlo Posio sur scène lors de l'événement « Hommage à Pino Rucher, une vie pour la guitare » qui s'est tenue à Manfredonia.

En 1954, Giorgio Consolini remporte le Festival de Sanremo en partenariat avec Gino Latilla, avec la chanson Tutte le mamme. 
Le 5 octobre 2008, Consolini participe à Omaggio a Pino Rucher, una vita per la chitarra (Hommage à Pino Rucher, une vie pour la guitare). L'événement, en l'honneur de Pino Rucher ( guitariste de la RAI ) douze ans après sa mort, a été parrainé par les autorités municipales de Manfredonia et par les autorités de la province de Foggia.